# Konzervatorijum
Konzervatorijum (od italijanskog: conservatorio) je ime za visoke muzičke škole univerzitetskog ranga, koje se nekim zemljama nazivaju muzičkim akademijama. To je stručna muzička škola u kojoj se uče sve praktične i teoretske muzičke discipline, od sviranja na raznim instrumentima (klavir, gudački, duvački, itd.) do pevanja i dirigiranja, kompozicije, solfeđa, kontrapunkta i harmonije.

## Istorija i karakteristike
Sam termin nastao je za vreme renesanse, čak i nešto ranije po italijanskim gradovima, a odnosio se na tip sirotišta često povezanog s bolnicom (stoga se ime ospedale koristi za takve na takve institucije). U njima je siročad (conservati) dobijala pored osnovnih egzistencijalnih potrepština i muzičku pouku na teret zajednice, Napulj je bio centar za dečake a Venecija za devojčice. Tako su konzervatorijumi bili prve sekularne institucije osposobljene da pruže praktično muzičko obrazovanje budućim izvođačima. Za razliku od njih, tipične srednjevekovne škole horskog pevanja bile su vezane uz crkve, dok se muzika na tadašnjim univerzitetima izučavala kao jedan od predmeta slobodnih veština (slično matematici) - dakle samo na teorijskom (apstraktnom) nivou ali ne i praktično. Zbog tog su institucije kao venecijanski Ospedale dela Pjeta (osnovan 1346) i napoletanski Conservatorio dei Poveri di Gesù Cristo (osnovan 1589) zarana stekle odličnu reputaciju, pa su u njima školovani (ili radili) brojni vodeći kompozitori italijanske opere 17. i 18. veka.
Prva sekularna potpuno kompletna muzička škola - odnosno konzervatorijum osnovan je u Parizu 1784. On je tokom vladavine Nacionalnog konventa - 1795. reorganizovan i preimenovan u . To se desilo i zaslugom njegovog direktora Bernarda Sarete. Glavni cilj te institucije bio je obrazovanje budućih muzičara tako da mogu da nastupaju na javnim koncertima, ceremonijama i proslavama koje je organizovala Prva francuska republika.
Studenti su na konzevatorijum primani nakon položenih prijemnih ispita koji su imali takmičarski karakter, školovanje im je bilo besplatno, a dobijali su i državne stipendije. Kasnije je nastavni program proširen na sve grane kompozicije, instrumentalnu i vokalnu tehniku i glumu. Ovim je omogućeno studentima da se pripreme za rad po raznim pariskim operskim kućama i teatrima.
Vremenom je politički program konzervatorija zaboravljen i napušten, onda je usledio talas buna protiv njihovog konzervativizma, ali je uprkos svega toga ostao cenjeni centar muzičke prakse i erudicije. Naziv mu je posljednji put promenjen 1957. u Conservatoire National Supérieur de Musique.
Tokom 19. veka brojni evropski gradovi su po uzoru na francuski model (uz izvesne modifikacije) osnovali konzervatorije; Milano (1807), Napulj (1808), Prag (1811. kao prva takva Institucija u Centralnoj Evropi) a bečko Društvo prijatelja muzike (Gesellschaft der Musikfreunde) osnovalo je 1817. akademiju, dok su kompozitori Feliks Mendelson i Robert Šuman osnovali 1843. Konzervatorijum u Lajpcigu (današnja Staatliche Hochschule für Musik).
Međutim po nemačkim zemljama nisu svi sledili primer konzervatorijuma, kao ni po Velikoj Britaniji u kojoj je najstarija institucija tog tipa Kraljevska muzička akademija osnovana 1822. (1830. dobila kraljevsku povelju). Nakon nje 1882. osnovan je Kraljevski muzički koledž (povelja 1883). U Irskoj je Muzička akademija osnovana 1848, a u Škotskoj 1890.
Takve institucije počele su se osnivati u Sjedinjenim Američkim Državama tek 1860-ih. Prve dve bile su Konzervatorij Oberlin u državi Ohajo (1865) i Konzervatorijum Pibodi, u Baltimoru u Merilandu osnovan 1857. Nakon tog su 1867. u Bostonu osnovani Novoengleski konzervatorij muzike i Bostonski konzervatorijum, a 1885. i Konzervatorijum u Njujorku.
Prvi kanadski konzervatorijum osnovan je u Torontu 1886, a u Australiji u Adelaidu 1898. Najstariji konzervatorijum na južnoslavenskim prostorima osnovan je u Zagrebu 1916. (danas je to Muzička akademija u Zagrebu) nakon tog je 1919. osnovan ljubljanski - Konservatorijum za muziku i balet, a u Beogradu 1937, kao Muzička akademija.

## Visoko obrazovanje

### Konzervatorijumi
Muzički konzervatorijum može biti poznat na engleskom jeziku kao conservatoire (uglavnom u UK), conservatorium (u Australiji), akademija ili koledž. Neke škole ili konzervatorijumi su isključivo fokusirani na muziku.), academy or college. Some schools or conservatories are exclusively focused on music. Drugi imaju širi fokus, na primer pokrivaju muziku, dramu i ples. Konzervatoriji su pogodne za studente koji žele da razviju svoje izvođenje, dirigovanje ili kompoziciju do profesionalnog standarda. Oni obično nude visok procenat praktične obuke u kombinaciji sa akademskim studijama i profesionalnim razvojem za one koji razmišljaju o karijeri u kreativnoj umetnosti. Individualna nastava je snaga većine komponenti.
Studenti imaju priliku da redovno nastupaju, diriguju ili da se njihova muziku pušta, neformalno i javno. Ovo može biti solo ili kao deo orkestra, ansambla ili benda. Obično se konzervatorijumi fokusiraju na zapadnu klasičnu muziku. Međutim, neke škole se fokusiraju na tradicionalne instrumente, kao što su kineski instrumenti. Drugi mogu imati odeljenja za tradicionalnu muziku koja uključuje tradicionalne i klasične instrumente, na primer gajde uz gusle. Alternativno, studenti se mogu fokusirati na džez, svetsku muziku ili pop muziku.
Vreme potrebno za sticanje muzičkih diploma se generalno ne razlikuje mnogo od diploma u drugim oblastima, tj. 3–4 godine za diplomu muzike, 1–2 godine za diplomu magistra muzike i 3–5 godina za doktora muzičke umetnosti ili doktora muzike. Doktorska diploma se može steći za oblasti kao što su muzikologija, teorija muzike, muzička kompozicija, muzičko obrazovanje ili muzička terapija. Neke škole mogu ponuditi neakademsku diplomu koja se zasniva isključivo na učinku, kao što je (SAD) AD ili umetnička diploma; ovo se može ponuditi na dodiplomskom i/ili postdiplomskom nivou.

### Univerzitetske muzičke škole
Univerzitetski muzički odseci su prvobitno stavljali veći naglasak na akademsko proučavanje muzike, a ne na izvođenje. Međutim, danas podela možda nije tako kruta, pri čemu mnogi često stavljaju veći naglasak na performanse sada nego što su to činili u prošlosti. Specifična ravnoteža stručnog osposobljavanja i akademskih studija varira od institucije do institucije i od zemlje do zemlje. Neke zemlje posebno definišu svoje institucije između statusa univerziteta i statusa strukovnog univerziteta, dok druge zemlje ne definišu tako rigidnu podelu. Osim što nude diplome slične onima koje se nude na konzervatorijumima, neki univerziteti nude neprofesionalne diplome vezane za muziku, kao što su diplomirani muzičar ili diplomic muzičkog fakulteta. Jedan broj ranije nezavisnih konzervatorijuma postao je pridružen univerzitetima.

## Literatura
- Andreas Dorschel: Die Idee des Konservatoriums, in Mendelssohns Welten, hrsg. v. Laurenz Lütteken (Kassel – Basel – London: Bärenreiter, 2010), S. 89–108.
- Carl Melvin Neumeyer (1911–1972), "The History of the National Association of Schools of Music," Doctor of Music Education dissertation, Indiana University, Bloomington (1954) OCLC 9483822
- Carl Melvin Neumeyer (editor) (1911-1972), By-laws and regulations, National Association of Schools of Music (1965) OCLC 4558345
- Bulletin of the National Association of Schools of Music OCLC 3537484 OCLC 592934302 OCLC 613197394
- Burnet Corwin Tuthill (1888–1982), NASM, the first forty years; a personal history of the National Association of Schools of Music, National Association of Schools of Music (1973) OCLC 624531 LCCN 73-159574
- Sheila A. Barrows (born 1931) (compiler & editor), Historical Perspectives, 1924-1999: National Association of Schools of Music, Seventy-Fifth Anniversary,. 1999. ISBN 1-879120-05-4. OCLC 43434388. National Association of Schools of Music .
- Los Angeles Times, Nov. 16, 1924, "Organize National Music Association", retrieved from ProQuest Historical Newspapers Los Angeles Times (1881-1986), pg. C39

## Spoljašnje veze
- Konzervatorij
- Evropsko društvo muzičkih akademija (AEC)
- Directory of Programmatic Accrediting Organizations Архивирано 2014-09-23 на сајту , Council for Higher Education Accreditation, accessed December 11, 2009
- 2009-2010 Directory of CHEA-Recognized Organizations Архивирано на веб-сајту  (3. март 2016), Council for Higher Education Accreditation, accessed December 7, 2010